# Mazatlán FC
A Mazatlán Fútbol Club a mexikói Mazatlán város labdarúgócsapata, amely 2020-as alapításától kezdve az első osztályú bajnokságban szerepel.

## Története
2020 tavaszán, amikor a koronavírus-világjárvány miatt lezárták a bajnokság 2020-as Clausura szezonját, egyre többet beszéltek arról, hogy a Morelia városában működő Monarcas Morelia labdarúgóklub meg fog szűnni, és helyét egy új, mazatláni csapat veszi át. Ez a költözés, hiába tartottak előtte tüntetéseket a szurkolók, június 2-án hivatalossá vált, így alakult meg a Mazatlán FC, amely így szereplését rögtön az alapítás után az első osztályban kezdhette meg.

## Bajnoki eredményei
A csapat első osztályú szereplése során az alábbi eredményeket érte el:
| Év            | Alapszakasz helyezés | Eredmény a rájátszásban |
| ------------- | -------------------- | ----------------------- |
| 2020 Apertura | 14. hely             |                         |
| 2021 Clausura | 13. hely             |                         |
| 2021 Apertura | 13. hely             |                         |
| 2022 Clausura | 12. hely             |                         |
| 2022 Apertura | 14. hely             |                         |
| 2023 Clausura | 18. hely             |                         |
| 2023 Apertura | 10. hely             | 10. hely                |
| 2024 Clausura | 14. hely             |                         |

## Stadion
A csapat hazai pályája a 2020-ra elkészült, mintegy 20 000 férőhelyes Estadio de Mazatlán.

## Jelképei
A klub címere kör alakú, a kör közepén egy fekete–fehér pajzs szerepel, rajta egy világítótorony, két ágyú, egy horgony és egy labda. A lila színű kör bal oldalán az MM, jobb oldalán az XX betűk szerepelnek (utalva ezzel az alapítás évére, 2020-ra), lent pedig a csapat neve olvasható fehér betűkkel.
A lila szín a tenger fölötti naplementekori égbolt színére utal, a horgony Mazatlán város címerében is szerepel, a világítótorony is a város egyik jelképe, az ágyúk pedig az 1864-es mazatláni csatára utalnak, amelynek során a mexikói csapatok győzelmet arattak a francia megszálló seregek fölött.

## Játékoskeret
2020. október 6-tól
| #  |     | Poszt | Név                                          |
| -- | --- | ----- | -------------------------------------------- |
| 33 | MEX | K     | Daniel Gutiérrez                             |
| 34 | URU | K     | Nicolás Vikonis                              |
| 2  | MEX | V     | Efraín Velarde                               |
| 3  | MEX | V     | Néstor Vidrio                                |
| 4  | CHI | V     | Nicolás Díaz                                 |
| 5  | MEX | V     | Carlos Vargas (kölcsönben a Club Américától) |
| 16 | COL | V     | José Ortíz                                   |
| 25 | MEX | V     | Israel Jiménez                               |
| 28 | MEX | V     | Jorge Padilla                                |
| 1  | MEX | KP    | Gael Sandoval (kölcsönben a Guadalajarától)  |
| 6  | MEX | KP    | Roberto Meraz                                |
| 7  | MEX | KP    | Luis Ángel Mendoza                           |
| 8  | MEX | KP    | Mario Osuna                                  |

| #  |     | Poszt | Név                                           |
| -- | --- | ----- | --------------------------------------------- |
| 11 | MEX | KP    | Daniel Amador                                 |
| 13 | MEX | KP    | Ulíses Cardona (kölcsönben az Club Atlas-tól) |
| 14 | CHI | KP    | Lorenzo Reyes                                 |
| 15 | MEX | KP    | Cándido Ramírez                               |
| 19 | MEX | KP    | Manuel Pérez (kölcsönben a Club Américától)   |
| 20 | CHI | KP    | Rodrigo Millar                                |
| 21 | MEX | KP    | Iván Moreno (kölcsönben a Club Américától)    |
| 30 | BRA | KP    | Giovanni Augusto                              |
| 9  | VEN | CS    | Fernando Aristeguieta                         |
| 17 | BRA | CS    | Camilo Sanvezzo                               |
| 23 | MEX | CS    | Ricardo Marín (kölcsönben a Club Américától)  |
| 29 | COL | CS    | Michael Rangel                                |